# Synagoge (Baia Mare)

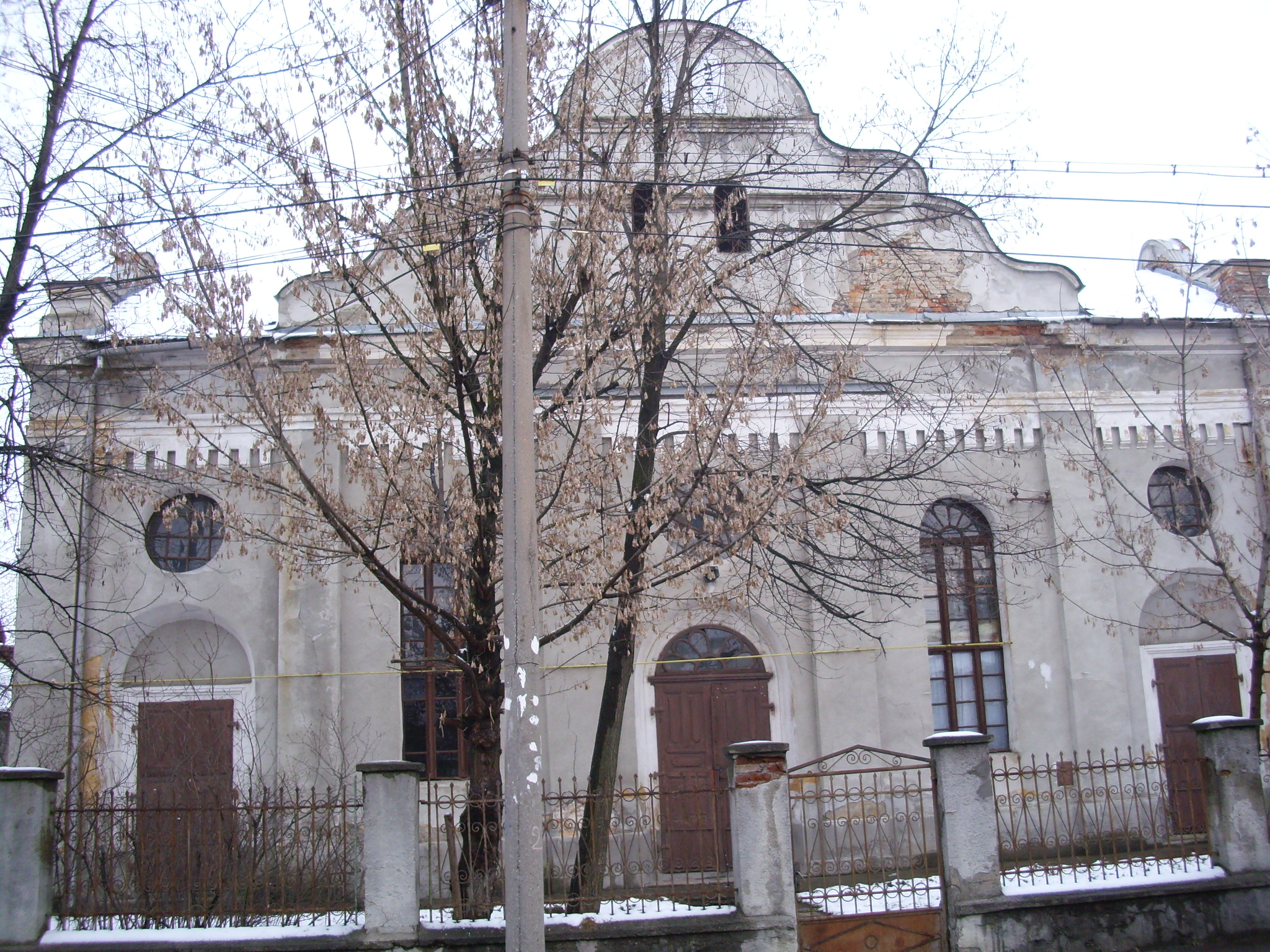
Synagoge in Baia Mare (2009)

Die Synagoge in Baia Mare, einer Stadt im Nordwesten von Rumänien, wurde 1885/86 errichtet. Die Synagoge im Stil des Neobarock in der Somesuluistraße ist ein geschütztes Kulturdenkmal. Sie war Teil des jüdischen Gemeindezentrums mit Mikwe, Schule und Jeschiwa, einem Rabbinerhaus und einem Versammlungssaal.